# Catarina Macario
Catarina Macario, de son nom complet Catarina Cantanhede Melônio Macário, née le 4 octobre 1999 à São Luis au Brésil, est une joueuse internationale américaine de soccer jouant au poste de milieu de terrain à Chelsea FC.

## Biographie
Née au Brésil dans le Nordeste, elle joue d'abord dans des équipes de jeunes masculines, avant de déménager à San Diego avec sa famille à l’âge de 12 ans à la recherche du « rêve américain ». Entre 2012 et 2017, elle joue pour le Surf de San Diego, où elle inscrit 165 buts en ECNL avec le Surf et termine trois fois meilleure buteuse en 2013 (50 buts), en 2014 (40 buts) et en 2017 (43 buts). Lors de la saison 2014, elle inscrit 34 buts en 23 rencontres avec l'équipe de soccer de Torrey Pines High School,.

### Parcours universitaire
En 2017, Catarina Macario joue ensuite au soccer au niveau universitaire à l'Université Stanford. Elle est sacrée meilleure joueuse de soccer universitaire de l’année à deux reprises. Seules quatre joueuses ont réussi cette performance depuis la création du trophée Hermann en 1988. Auteure de 63 buts et 47 passes décisives en 68 matches avec le Cardinal de Stanford et Catarina Macario remporte le championnat universitaire en 2017 et en 2019,.

### Carrière en club
Alors qu'elle est pressentie pour être le premier choix de la draft 2021, elle décide de tenter sa chance en Europe. Dans le viseur des meilleurs clubs du continent, elle rejoint l'Olympique lyonnais, quintuple champion d'Europe en titre, où elle signe un contrat pour deux saisons et demie. Sur le banc de touche pour la 14e journée de Division 1 face à Montpellier, elle entre à la 37e minute de la rencontre, à la suite de la blessure d'Amandine Henry le 6 février 2021 (victoire 2-1),. Le 4 mars 2021, elle joue sa première rencontre de Ligue des champions lors du huitième de finale aller face au Brøndby IF.

### Carrière internationale
Le 9 octobre 2020, elle obtient la nationalité américaine,, ce qui lui permet de prétendre à la sélection de Stars and Stripes, dont elle serait la première joueuse naturalisée. Elle est appelée le même mois pour son premier stage avec l'équipe A. Le 13 janvier 2021, elle reçoit l'autorisation de la FIFA de représenter les États-Unis,.
Le 18 janvier 2021, elle honore sa première sélection contre la Colombie. Lors de ce match, elle entre à la 46e minute de la rencontre, à la place de Megan Rapinoe,. Le match se solde par une victoire 4-0 des Américaines. Elle devient la première joueuse naturalisée à jouer pour les Stars and Stripes. Quatre jours plus tard, elle marque son premier but en sélection face à la Colombie (victoire 6-0),,. Elle est élue joueuse du match,. Le 1er février, elle fait partie des 23 appelés par le sélectionneur national Vlatko Andonovski pour la SheBelieves Cup 2021.

## Statistiques

### Statistiques en club
| Saison                | Club                  | Championnat           | Championnat | Championnat | Coupe(s) nationale(s) | Coupe(s) nationale(s) | Compétition(s) continentale(s) | Compétition(s) continentale(s) | Compétition(s) continentale(s) | États-Unis | États-Unis | Total | Total |
| Saison                | Club                  | Division              | M.          | B.          | M.                    | B.                    | Comp.                          | M.                             | B.                             | M.         | B.         | M.    | B.    |
| 2020-2021             | Olympique lyonnais    | Division 1            | 7           | 5           | -                     | -                     | WCL                            | 4                              | 2                              | 7          | 1          | 18    | 8     |
| 2021-2022             | Olympique lyonnais    | Division 1            | 20          | 14          | 2                     | 0                     | WCL                            | 13                             | 9                              | 10         | 7          | 45    | 30    |
| 2022-2023             | Olympique lyonnais    | Division 1            | -           | -           | -                     | -                     | WCL                            | -                              | -                              | -          | -          | 0     | 0     |
| Total sur la carrière | Total sur la carrière | Total sur la carrière | 27          | 19          | 2                     | 0                     | -                              | 17                             | 11                             | 17         | 8          | 63    | 38    |

## Palmarès

### En club
Cardinal de Stanford (5)
- Championne de la NCAA en 2017 et 2019
- Vainqueur de la saison régulière du Pac-12 en 2017, 2018 et 2019

 Olympique lyonnais (2)
- Championne de France en 2022
- Vainqueur de la Ligue des champions en 2022

 Chelsea
- Finaliste de la Coupe de la Ligue anglaise féminine en 2024
- Championne d'Angleterre en 2024 et 2025
- Vainqueuse de la Coupe d'Angleterre en 2025

### En sélection
Équipe des États-Unis
- Médaille de bronze aux Jeux olympiques d'été de 2020

### Distinctions personnelles
- Trophée D1 Arkema joueuse du mois d'Avril en 2022[30]
- Trophée Hermann en 2018 et 2019
- Honda Sports Award (en) en 2020
- Meilleure freshman de l'année de TopDrawerSoccer (en) en 2017
- Meilleure freshman de l'année du Pac-12 en 2017
- Meilleure joueuse de l'année d'ESPNW en 2017, 2018 et 2019
- Meilleure joueuse de l'année de TopDrawerSoccer (en) en 2018 et 2019
- Meilleure attaquante de l'année du Pac-12 en 2017 et 2018
- Meilleure milieu de l'année du Pac-12 en 2019
- Membre de l'équipe-type freshman du Pac-12 en 2017
- Membre de l'équipe-type freshman de TopDrawerSoccer (en) en 2017
- Membre de l'équipe-type de TopDrawerSoccer (en) en 2017, 2018 et 2019
- Nommée dans l'équipe type de Division 1 aux Trophées UNFP du football 2022[31]